# Movimento homófilo
As palavras homófile e homofilia são termos datados para homossexualidade. O uso da palavra começou a desaparecer com o surgimento do movimento de libertação gay no final dos anos 1960 e início dos anos 1970, substituído por um novo conjunto de terminologia, como gay, lésbica e bissexual.

## Etimologia

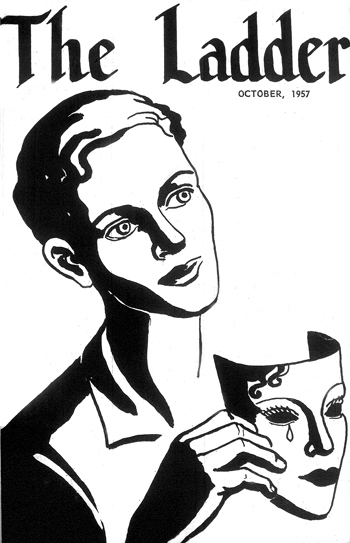
A edição de outubro de 1957 da The Ladder, enviada a centenas de mulheres na área de São Francisco, exortava as mulheres a tirarem as máscaras. O tema das máscaras e desmascaramento prevaleceu na era homófila, prefigurando a estratégia política de se assumir e dar seu nome à Mattachine Society

O termo homófilo é preferido por alguns porque enfatiza o amor ("-filia" do grego φιλία) em vez de sexo. O primeiro elemento da palavra, a raiz grega "homo-", significa "mesmo"; não tem relação com o latim homo, "pessoa". Cunhado pelo astrólogo, autor e psicanalista alemão Karl-Günther Heimsoth em sua tese de doutorado de 1924, Hetero- und Homophilie, o termo era comumente usado nas décadas de 1950 e 1960 por organizações e publicações homossexuais; os grupos desse período são agora conhecidos coletivamente como o movimento homofílico ou homofilíaco.
A Igreja da Inglaterra tem usado o termo "homófilo" em certos contextos pelo menos desde 1991 - por exemplo, "orientação homofílica" e "relação homofilíaca sexualmente ativa".
Em quase todas as línguas onde as palavras "homófile" e "homossexual" estavam ambas em uso (ou seja, seus equivalentes cognatos: Homophil alemão e Homosexuell, omofilo italiano e omosessuale, etc.), "homossexual" venceu como o termo neutro convencional moderno. Uma exceção é o norueguês, onde aconteceu o oposto, e "homofil[i]" é o termo neutro convencional moderno para "homossexual[idade]".

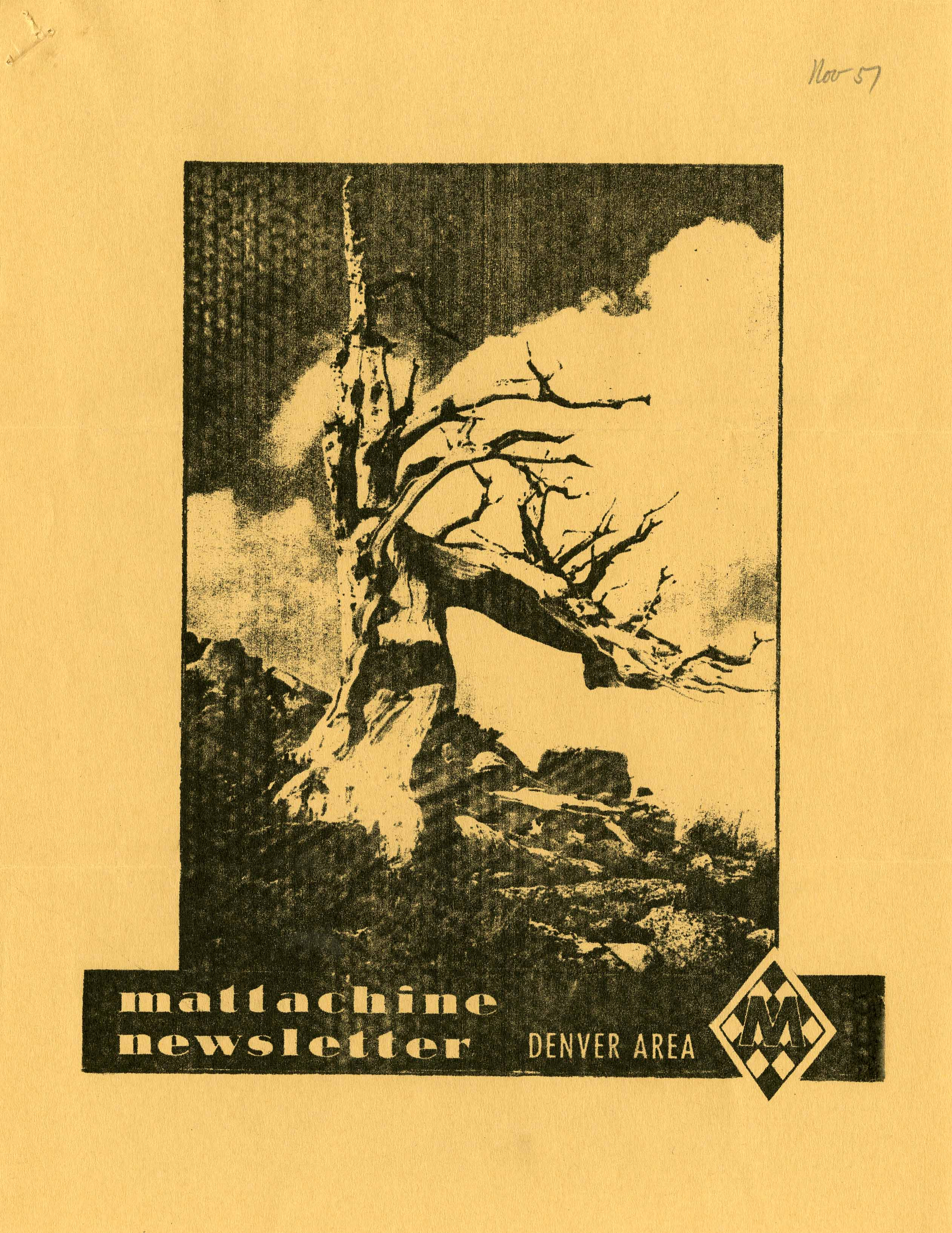
Mattachine Newsletter, Colorado, 1957, Coleções do Museu Nacional de História Americana do Smithsonian, Centro de Arquivos, Coleção AC1146, Caixa 2, pasta 10

## Movimento homófilo (1940-1970)
Após os ganhos obtidos pelos movimentos de direitos homossexuais do final do século XIX e início do século XX, as vibrantes subculturas homossexuais das décadas de 1920 e '30 ficaram em silêncio enquanto a guerra engolfava a Europa. A Alemanha era o lar tradicional de tais movimentos (Comitê Científico-Humanitário) e ativistas (Magnus Hirschfeld, Ernst Burchard, Karl Heinrich Ulrichs ou Max Spohr), mas na Alemanha nazista literatura gay foi queimada, organizações gays foram dissolvidas e muitos gays presos em campos de concentração. O jornal suíço Der Kreis ("o círculo") foi a única publicação homossexual na Europa a ser publicada durante a era nazista. Der Kreis foi editado por Anna Vock e, mais tarde, por Karl Meier; o grupo gradualmente mudou de dominado por mulheres para dominado por homens ao longo dos anos 1930, à medida que o tom da revista tornou-se simultaneamente menos militante.
Após a guerra, as organizações começaram a se reformar, como o COC holandês em 1946. Outras, novas organizações surgiram, incluindo Forbundet af 1948 ("League of 1948"), fundada por Axel Axgil na Dinamarca, com Helmer Fogedgaard publicando uma revista associada chamada Vennen (The Friend) de janeiro de 1949 a 1953. Fogedgaard utilizou o pseudônimo "Homophilos", introduzindo o conceito de "homófilo" em maio de 1950, sem saber que a palavra havia sido apresentada como um termo alternativo alguns meses antes por Jaap van Leeuwen, um dos fundadores do COC holandês. A notícia logo se espalhou entre os membros do movimento emergente do pós-guerra, que ficaram felizes em enfatizar o lado romântico respeitável de seus relacionamentos acima da sexualidade genital.
Uma filial sueca da Forbundet af 1948 foi formada em 1949 e uma filial norueguesa em 1950. A organização sueca tornou-se independente sob o nome de Riksförbundet för sexuellt likaberättigande (RFSL, "Federação para a Igualdade Sexual") em 1950, liderada por Allan Hellman . No mesmo ano, nos Estados Unidos, a Mattachine Society foi formada, e outras organizações como ONE, Inc. (1952) e as Daughters of Bilitis (1955) logo se seguiram. Em 1954, as vendas mensais da revista ONE atingiram o pico de 16.000. As organizações homófilas em outros lugares incluem Arcadie (1954) na França e a British Homosexual Law Reform Society (fundada em 1958).
Esses grupos são geralmente considerados politicamente cautelosos, em comparação com os movimentos LGBT que os precederam e os seguiram. O historiador Michael Sibalis descreve a crença do grupo homófilo francês Arcadie, "que a hostilidade pública aos homossexuais resultou em grande parte de seu comportamento ultrajante e promíscuo; os homófilos ganhariam a boa opinião do público e das autoridades ao se mostrarem discretos, dignos, virtuosos e respeitável". No entanto, embora poucos estivessem preparados para sair, eles corriam o risco de perseguição severa, e algumas figuras dentro do movimento homófilo, como o comunista americano Harry Hay, eram mais radicais.
Em 1951, o presidente e o vice-presidente do COC holandês deram início a um Congresso Internacional de grupos homófilos europeus, que resultou na formação do Comitê Internacional para a Igualdade Sexual (ICSE). O ICSE reuniu, entre outros grupos, o Forbundet de 1948 (Escandinávia), o Riksförbundet för Sexuellt Likaberättigande (Suécia), Arcadie (França), Der Kreis (Suíça) e, posteriormente, ONE (EUA). A historiadora Leila Rupp descreve o ICSE como um exemplo clássico de organização transnacional; "Ele criou uma rede além das fronteiras nacionais, alimentou uma identidade homófila transnacional e se engajou no ativismo destinado a mudar tanto as leis quanto as mentes." No entanto, o ICSE não durou além do início da década de 1960 devido ao baixo comparecimento às reuniões, à falta de líderes ativos e ao não pagamento das quotas por parte dos membros.
Em meados da década de 1960, lésbicas, gays, bissexuais e transgêneros nos Estados Unidos estavam formando comunidades mais visíveis, e isso se refletiu nas estratégias políticas dos grupos homófilos estadunidenses. A partir de meados da década de 1960, eles se engajaram em piquetes e protestos, identificando-se no espaço público pela primeira vez. Formada em 1964, a Sociedade São Franciscana dos Direitos Individuais (SIR) teve uma nova abertura e uma estrutura democrática mais participativa. O SIR estava focado na construção de comunidades e patrocinou drag shows, jantares, clubes de bridge, ligas de boliche, jogos de softball, viagens de campo, aulas de arte e grupos de meditação. Em 1966, o SIR abriu o primeiro centro comunitário para gays e lésbicas do país e, em 1968, eles tinham mais de 1000 membros, o que os tornou a maior organização homófila do país. A primeira livraria gay do mundo abriu em Nova York no ano anterior. Um piquete gay de 1965 realizado em frente ao Independence Hall na Filadélfia, de acordo com alguns historiadores, marcou o início do movimento moderno pelos direitos dos homossexuais. Enquanto isso, em San Francisco em 1966, prostitutes transgêneres de rua no bairro pobre de Tenderloin protestaram contra o assédio policial em um restaurante popular aberto toda a noite, que foi chamado de motim Compton's Cafeteria, tendo ocorrido no Compton's Cafeteria. Essas e outras atividades de resistência pública à opressão levaram a um sentimento de Libertação Gay que logo daria um nome a um novo movimento.

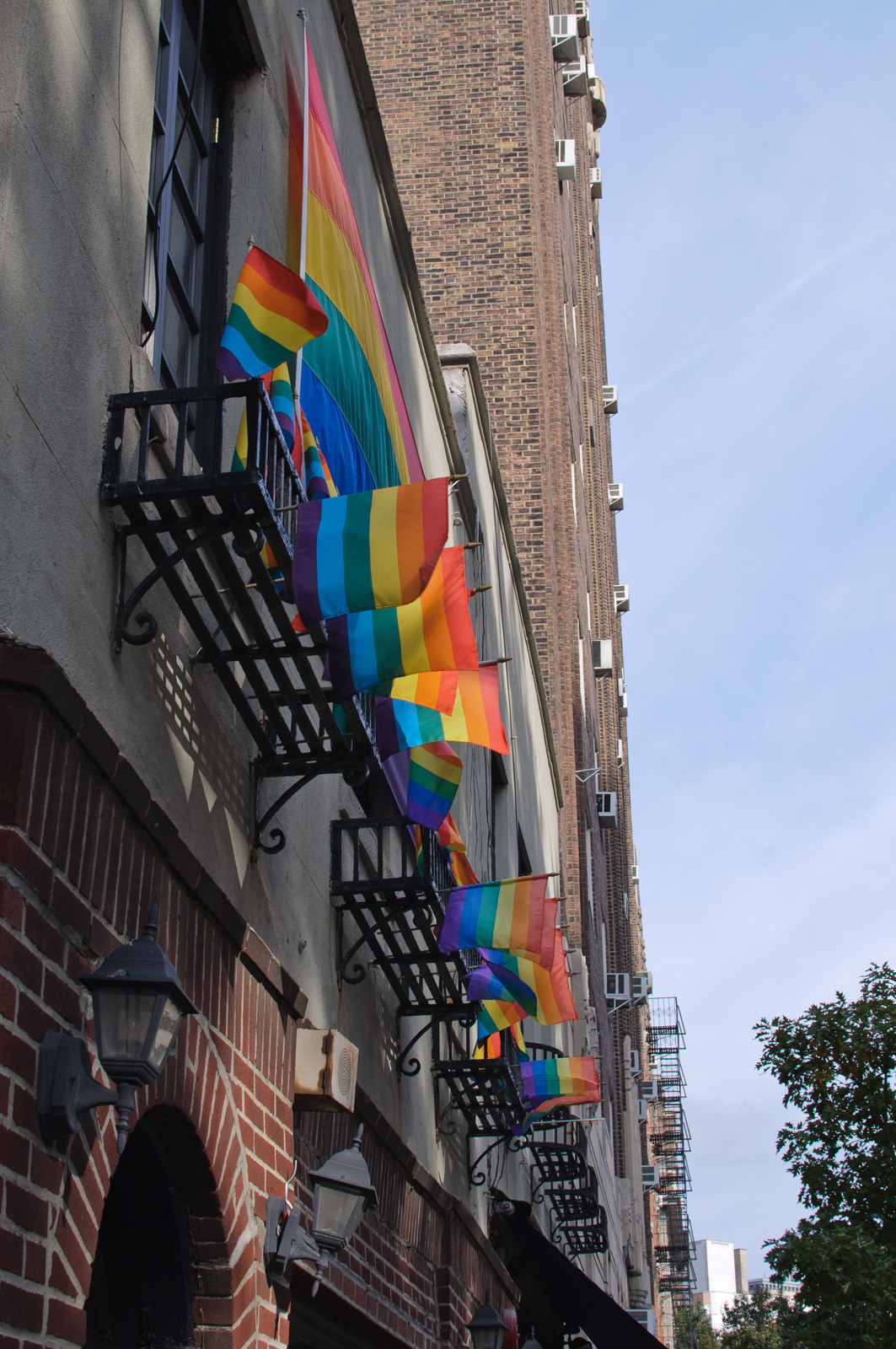
Stonewall Inn, Greenwich Village é agora um marco histórico nacional

Em 1963, as organizações homofílicas nas cidades de Nova Iorque, Filadélfia e Washington,DC formaram as Organizações Homófilas da Costa Leste (ECHO) para coordenar mais de perto suas atividades. O sucesso do ECHO inspirou outros grupos homófilos em todo o país a explorar a ideia de formar um grupo nacional homófilo guarda-chuva. Isso foi feito com a formação, em 1966, da Conferência Norte-Americana de Organizações Homofilíacas (NACHO). O NACHO realizou conferências anuais, ajudou a iniciar dezenas de grupos gays locais em todo o país e emitiu documentos de posição sobre uma variedade de questões relacionadas com LGBT. Organizou manifestações nacionais, incluindo uma ação em maio de 1966 contra a discriminação militar, que incluiu a primeira carreata gay do país. Por meio de seu fundo de defesa legal, o NACHO desafiou as leis e regulamentos anti-homossexuais que vão desde questões de imigração e serviço militar até a legalidade de servir bebidas alcoólicas a homossexuais. O NACHO se desfez após uma contenciosa conferência de 1970 na qual os membros mais velhos e os mais jovens, radicalizados após os distúrbios de Stonewall em 1969, entraram em confronto. A revista Gay Sunshine declarou a convenção "a batalha que pôs fim ao movimento homófilo".